# شبکه تلویزیونی السومریه
شبکه تلویزیونی السومریه (به عربی: السومرية الشبكة الفضائية) یک شبکه تلویزیونی عراقی می‌باشد.